# Characella agassizi
Characella agassizi är en svampdjursart som beskrevs av William Johnson Sollas 1886. Characella agassizi ingår i släktet Characella och familjen Pachastrellidae.
Artens utbredningsområde är Grenada. Inga underarter finns listade i Catalogue of Life.